# Sao sao

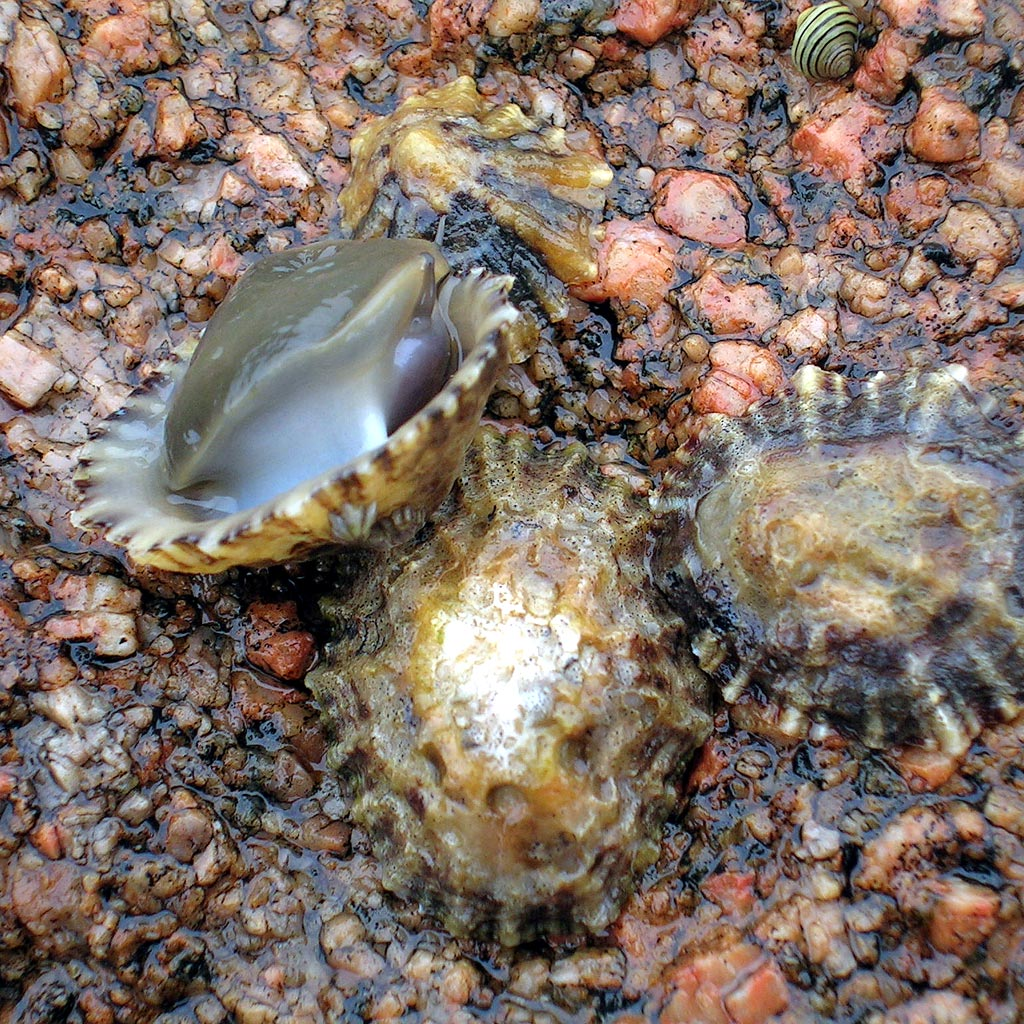
Sao sao

Sao sao (tiếng Anh: Limpet) là một loài động vật thân mềm nhỏ, thường được tìm thấy ở các bờ biển ở phía tây châu Âu. Nhờ cấu tạo từ hỗn hợp khoáng protein, răng của limpet có độ bền cao gấp 10 lần so với tơ nhện, từng được cho là vật liệu sinh học bền nhất trước đó. Loài động vật có khả năng kỳ diệu này có thể dùng răng cạo thức ăn từ đá và thường nuốt những vụn đá nhỏ trong lúc ăn.